# Каравелова (точка)
62°30′12″ пд. ш. 60°03′22″ зх. д. / 62.5032° пд. ш. 60.0561° зх. д.

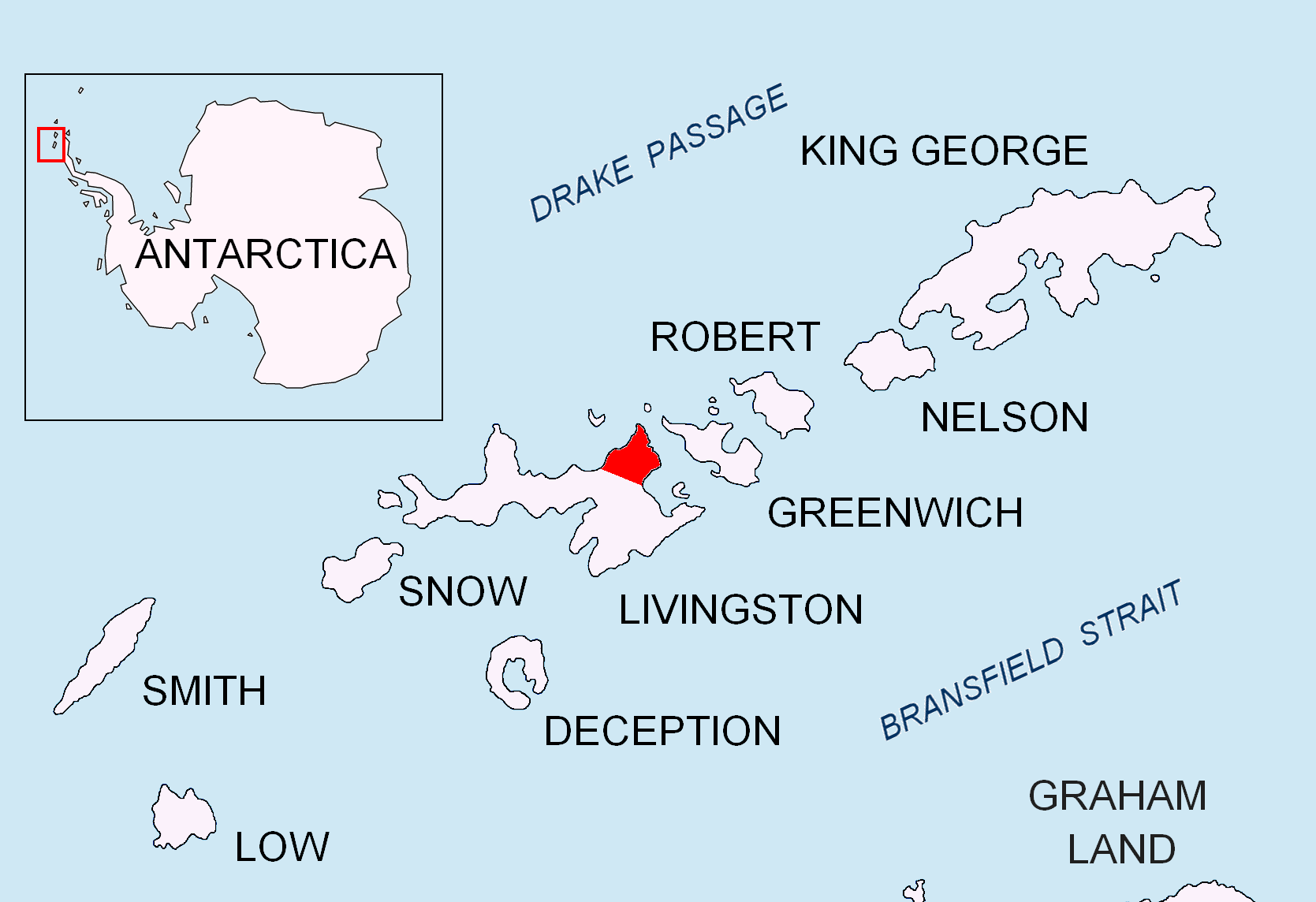
Розташування півострова Варна на острові Лівінгстон на Південних Шетландських островах.

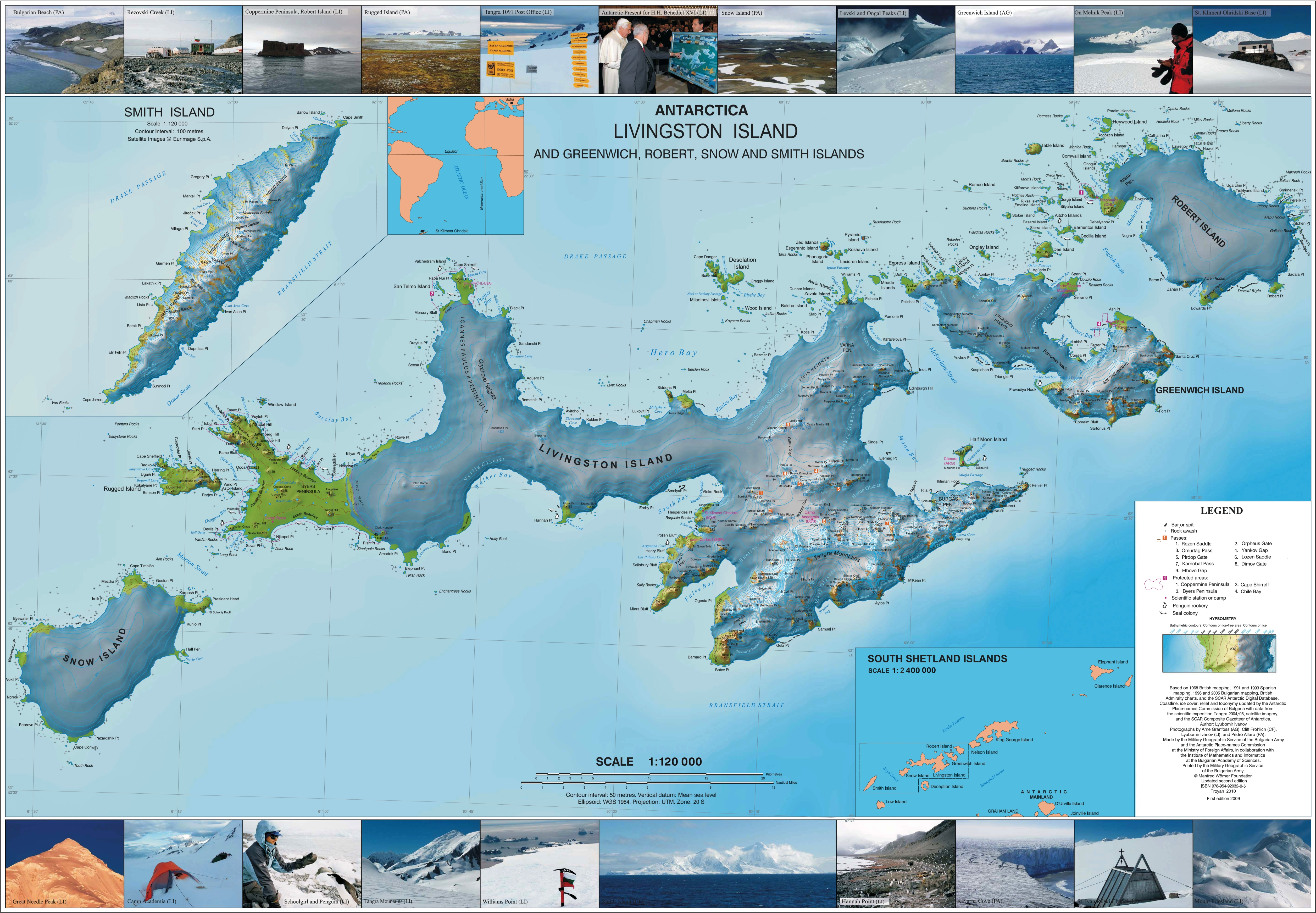
Топографічна карта островів Лівінгстон, Гринвіч, Роберт, Сноу та Сміт.

Точка Каравелова знаходиться на північно - східному узбережжі півострова Варна, Лівінгстон на Південних Шетландських островах, Антарктида, формує південну сторону входу в бухту Лістер.
Вона названа на честь Катерини Каравелової (1860–1947), перекладачки, авторки та жінки-активістки.

## Розташування
Точка знаходиться за координатами 62°30′11.5″ пд. ш. 60°03′22″ зх. д. / 62.503194° пд. ш. 60.05611° зх. д. що знаходиться 2,1 км на південь від точки Поморіє, 7 км на південний схід від мису Вільямс та 3.6 км на північний захід від точки Інотт.

## Мапи
- Л. Л. Іванов та ін. Антарктида: острів Лівінгстон та острів Гринвіч, Південні Шетландські острови. Масштаб 1: 100000 топографічної карти. Софія: Антарктична комісія з географічних назв Болгарії, 2005.
- Л. Л. Іванов. Антарктида: острови Лівінгстон та Гринвіч, Роберт, Сноу та Сміт [Архівовано 24 квітня 2008 у Wayback Machine.]. Масштаб 1: 120000 топографічної карти. Троян: Фонд Манфреда Вернера, 2009.

## Зовнішні посилання
- Каравелова точка. [Архівовано 15 лютого 2020 у Wayback Machine.] Супутникове зображення Copernix

Ця статя містить інформацію з Антарктичної комісії з географічних назв Болгарії, яка використовується з дозволу.